# Xiaqiong

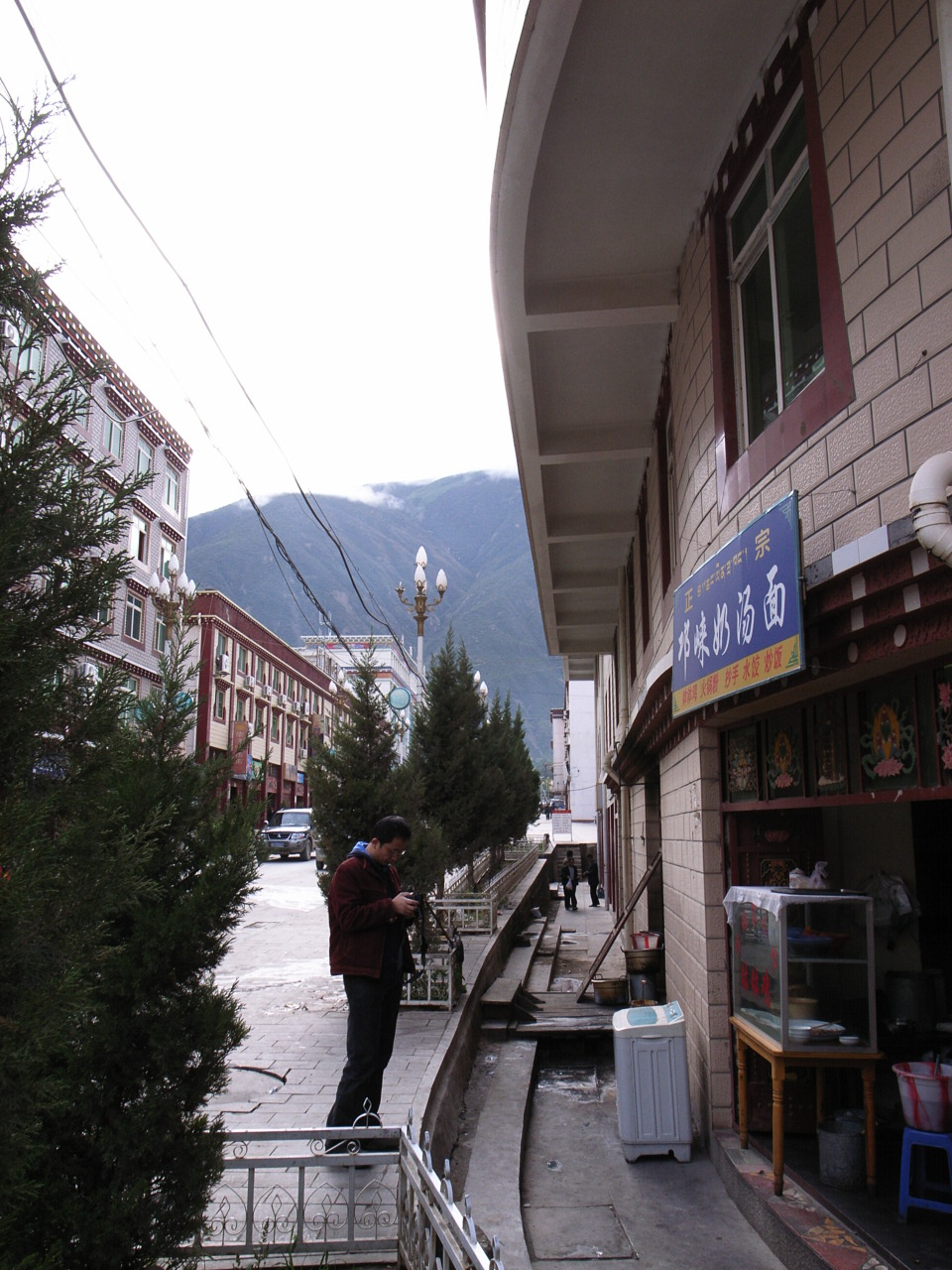
restaurant de soupes nouilles à Batang pour le petit déjeuner

Le bourg de Xiaqiong (chinois : 夏邛镇 ; pinyin : xiàqióng zhèn) est le centre géographique, mais aussi, politique, économique et culturel du xian de Batang, à l'ouest de la province du Sichuan, en République populaire de Chine.